# محاضرات فاينمان في الفيزياء
محاضرات فاينمان في الفيزياء (بالإنجليزية: The Feynman Lectures on Physics) هو كتاب جامعي في الفيزياء مستند على بعض المحاضرات التي قام بإلقائها الفيزيائي ريتشارد فاينمان الحائز على جائزة نوبل والذي كان يلقب أحياناً بـ«المفسر العظيم». أُعطيت المحاضرات للطلاب الجامعيين في معهد كاليفورنيا للتقنية (كالتك) خلال الفترة الممتدة من عام 1961 حتى 1963. مؤلفي الكتاب هم فاينمان وروبرت لايتون وماثيو ساندز.
يتألف الكتاب من ثلاثة مجلدات. يركّز المجلد الأول على الميكانيكا، والإشعاع والحرارة متضمناً التأثيرات النسبية، أما المجلد الثاني فهو يدور بشكل رئيسي حول الكهرومغناطيسية والمادة والمجلد الثالث حول ميكانيكا الكم حيث يُظهر فاينمان على سبيل المثال كيف أن تجربة الشق المزدوج تتضمن الخصائص الأساسية لمكانيكا الكم. يشتمل الكتاب أيضاً على فصول في الرياضيات وعلاقة الفيزياء بالعلوم الأخرى.
يُعرف محاضرات فاينمان في الفيزياء على أنه أكثر كتاب شعبيةً تمت كتابته على الإطلاق في مجال الفيزياء. فقد تم طباعته بأثنتي عشر لغة. وبيعَ منه أكثر من مليون ونصف نسخة بالإنجليزية، وعلى الأرجح تم بيع نسخ أكثر من ذلك بطبعات اللغات الأجنبية. وصفت مراجعة بعام 2013 في نيتشر الكتاب بأن لهُ «بساطة، جمال ووحدة ... مقدّم مع حماسة ورؤية.»
في عام 2013 جعل معهد كاليفورنيا للتقنية الكتاب متاح مجاناً على الإنترنت على الموقع.

## خلفية

فاينمان ”المفسر العظيم“: لاقت «محاضرات فاينمان في الفيزياء» جمهوراً واسعاً خارج أوساط التعليم الجامعي الطلابية

بحلول عام 1960 كانت أبحاث ريتشارد فاينمان واكتشافاته في الفيزياء قد حلّت عدداً من التناقضات المقلقة في العديد من النظريات الأساسية. ولا سيما عمله في الكهروديناميكا الكمية الذي كان من شأنه أن يؤدي لمنحه جائزة نوبل في الفيزياء عام 1965. وفي نفس الوقت الذي كان فيه فاينمان بقمة شهرته كانت هيئة التدريس في معهد كاليفورنيا للتقنية تشعر بالقلق حول مدى جودة المقررات التمهيدية للطلاب الجامعيين. حيث لوحظ بأن المناهج الدراسية كانت مُثقلة بالأساليب القديمة، وبأن الاكتشافات المشوقة التي جرت في السنوات السابقة لم يتم نقلها للطلاب على الرغم من أن العديد من تلك الاكتشافات حدثت في كالتك.
وبالتالي فقد تم الاتفاق على تغيير أول مقرر دراسي يتم إعطاءه لطلاب الفيزياء في كالتك، وذلك بهدف خلق مزيد من الحماسة لدى الطلاب. وافق فاينمان بكل سرور على إعطاء المقرر، وذلك إدراكاً منه لحقيقة أن المحاضرات ستكون حدث تاريخي، قام المعهد بتسجيل كل المحاضرات وتم التقاط صور لكل رسم كان فاينمان يرسمه على السبورة.
بالاعنماد على المحاضرات والتسجيلات، قام فريق من الفيزيائيين وطلاب الدراسات العليا بوضع مخطوطة والتي من شأنها أن تصبح محاضرات فاينمان في الفيزياء. على الرغم من أن مساهمة فاينمان التقنيّة الأكثر قيمة في مجال الفيزياء كانت في حقل الكهروديناميكا الكمية، إلا أن محاضرات فاينمان كانت في طريقها لتصبح عمله الأكثر قراءة على نطاق واسع.
تعتبر محاضرات فاينمان في الفيزياء واحدة من أفضل المقدمات على المستوى الجامعي في مجال الفيزياء. فاينمان، ومع ذلك، ذكر في مقدمة الكتاب الأصلية، بأنه «متشائم» فيما يتعلق بمدى النجاح الذي استطاع إيصاله في المحاضرات لطلابه. تم كتابة محاضرات فاينمان ” للحفاظ على مصلحة الطلاب المتحمسين جداً والأذكياء والذين يأتون من مدارسهم الثانوية إلى كالتك “. كان يستهدف فاينمان في محاضراته الطلاب الذين ” بعد قضائهم عامين في دراسة مقررنا السابق، يصابون باليأس، لأنهم كانوا لا يصادفون، إلا نادراً، أفكاراً عظيمة حقاً وحديثة فعلاً “. ونتيجة لذلك، فإن بعض طلاب الفيزياء وجدوا المحاضرات قيمّة أكثر بعد حصلولهم على فهم جيد للفيزياء عن طريق دراسة نصوص أكثر تقليدية. والعديد من الفيزياثيين المحترفين يشيرون للمحاضرات في مراحل مختلفة من حياتهم المهنية لإنعاش ذاكرتهم فيما يتعلق بالمبادئ الأساسية في الفيزياء.

## المحتويات

### المجلد الأول: الميكانيكا الأساسية والإشعاع والحرارة
1. حركة الذرات
2. الفيزياء الأساسية
3. العلاقة بين الفيزياء والعلوم الأخرى
4. انحفاظ الطاقة
5. الزمان والمكان
6. الاحتمال
7. نظرية الجاذبية
8. الحركة
9. قوانين نيوتن الديناميكية
10. انحفاظ الزخم
11. المتجهات
12. خصائص القوة
13. العمل والطاقة الكامنة (A)
14. العمل والطاقة الكامنة (استنتاج)
15. نظرية النسبية الخاصة
16. الطاقة النسبية والزخم
17. الزمكان
18. الدوران في بعدين
19. مركز الكتلة عزم القصور الذاتي
20. الدوران في الفضاء
21. تذبذب توافقي
22. الجبر
23. الرنين
24. العبور
25. الأنظمة الخطية ومراجعة
26. البصريات: المبدأ بأقل وقت
27. البصريات الهندسية
28. الإشعاع الكهرومغناطيسي
29. التداخل
30. الحيود
31. أصل قرينة معامل الانكسار
32. تثبيط الإشعاع. تشتت الضوء
33. الاستقطاب
34. التأثيرات النسبية في الإشعاع
35. رؤية الألوان
36. آليات الرؤية
37. السلوك الكمي
38. علاقة وجهتي النظر الموجية والجسيمية
39. النظرية الحركية للغازات
40. مبادئ الميكانيكا الإحصائية
41. الحركة البراونية
42. تطبيقات النظرية الحركية
43. الانتشار
44. قوانين التيرموديناميك
45. أمثلة عن التيرموديناميك
46. المسنن والكلّاب
47. الصوت. معادلة الموجة
48. النبضات
49. أوضاع الأهتزازات
50. التوافقيات
51. الأمواج
52. التناظر في القوانين الفيزيائية

### المجلد الثاني: الكهرومغناطيسية الأساسية والمادة
1. الكهرومغناطيسية
2. حساب التفاضل للحقول الشعاعية
3. حساب التكامل الشعاعي
4. الكهرباء الساكنة
5. تطبيق قانون جاوس
6. الحقل الكهربائي في حالات مختلفة
7. الحقل الكهربائي في حالات مختلفة (متابعة)
8. الطاقة الكهروستاتيكية
9. الكهرباء في الغلاف الجوي
10. العوازل
11. العوازل الداخلية
12. النظائر الإلكتروستاتيكية
13. المغناطيسية الساكنة
14. الحقل المغناطيسي في أوضاع مختلفة
15. الكمون الإتجاهي
16. التيارات المستحثة
17. قوانين التحريض
18. معادلات ماكسويل
19. مبدأ الفعل الأقل
20. حلول معادلات ماكسويل في الفضاء الحر
21. حلول معادلات ماكسويل في التيارات والشحنات
22. دوائر التيار المتردد
23. تجويف رنان
24. موجهات الأمواج
25. الديناميكا الكهربائية في ترميز نسبي
26. تحويلات لورينتز في المجالات
27. طاقة وزخم المجال
28. الكتلة الكهرومغناطيسية (مرجع لنظرية امتصاص ويلر-فاينمان)
29. حركة الشحنات في الحقول الكهربائية والمغناطيسية
30. الهندسة الداخلية للبلورات
31. التنسورات
32. معامل الانكسار في المواد الكثيفة
33. الانعكاس من الأسطح
34. مغناطيسية المادة
35. البارامغناطيسية والرنين المغناطيسي
36. المغناطيسية الحديدية
37. المواد المغناطيسية
38. المرونة
39. المواد المرنة
40. تدفق المياه الجافة
41. تدفق المياه الرطبة
42. الفضاء المنحني

### المجلد الثالث: ميكانيكا الكم
1. السلوك الكمي
2. علاقة وجهتي النظر الموجية والجسيمية
3. سعات الاحتمال
4. الجسيمات المتطابقة
5. اللف المغزلي واحد
6. اللف المغزلي نصف
7. اعتماد السعات في الزمن
8. المصفوفة الهاملتونية
9. مايزر الأمونيا
10. نظام الحالتان الآخر
11. مزيد من نظام الحالتين
12. التقسيم فائق الدقة في الهيدروجين
13. الانتشار في البنية البلورية
14. أشباه الموصلات
15. تقريب الجسيمات المستقلة
16. اعتماد السعات في الموقع
17. التناظر وقوانين الحفظ
18. زخم زاوي
19. ذرة الهيدروجين والجدول الدوري
20. المؤثرات
21. معادلة شرودنجر في سياق كلاسيكي: حلقة دراسية حول الموصلية الفائقة